# Lijst van rijksmonumenten in Voorst (plaats)
De plaats Voorst telt 51 inschrijvingen in het rijksmonumentenregister. Hieronder een overzicht.
| Object                                                            | Oorspronkelijke functie?  | Bouwjaar                     | Architect | Locatie                | Coördinaten?                 | Nr.?   | Afbeelding                 |
| ----------------------------------------------------------------- | ------------------------- | ---------------------------- | --------- | ---------------------- | ---------------------------- | ------ | -------------------------- |
| De Zwaan                                                          | Industrie- en poldermolen | 1904                         |           | Enkweg 44              | 52° 10' 4" NB, 6° 8' 9" OL   | 38035  | Meer afbeeldingen          |
| Het Hoen                                                          | Boerderij                 | 1667                         |           | Hoenweg 9              | 52° 10' 2" NB, 6° 9' 39" OL  | 38036  | Meer afbeeldingen          |
| De Keizershof                                                     | Boerderij                 | 18e eeuw                     |           | Keizershofweg 3        | 52° 10' 13" NB, 6° 8' 53" OL | 38037  | Meer afbeeldingen          |
| Groot-Oerink                                                      | Boerderij                 | laat 19e eeuw                |           | Kerkstraat 29          | 52° 10' 17" NB, 6° 8' 51" OL | 38038  | Meer afbeeldingen          |
| Slot Nijenbeek                                                    | Kasteel, buitenplaats     | 14e eeuw                     |           | Nijenbeekseweg         | 52° 11' 12" NB, 6° 9' 42" OL | 38039  | Slot Nijenbeek             |
| Pandje, bestaande uit begane-grond met zadeldak tussen puntgevels | Woonhuis                  | vroeg 19e eeuw               |           | Rijksstraatweg 34      | 52° 10' 35" NB, 6° 8' 24" OL | 38041  | Meer afbeeldingen          |
| Enkstein                                                          | Woonhuis                  | derde kwart 19e eeuw         |           | Rijksstraatweg 102     | 52° 10' 11" NB, 6° 8' 32" OL | 38042  | Meer afbeeldingen          |
| De Adelaar                                                        | Boerderij                 | laat 16e eeuw                |           | Rijksstraatweg 49      | 52° 10' 39" NB, 6° 8' 28" OL | 38043  | Meer afbeeldingen          |
| Nederlands hervormde kerk                                         | Kerk en kerkonderdeel     | 15e eeuw                     |           | Schoolstraat 16        | 52° 10' 16" NB, 6° 8' 52" OL | 38044  | Meer afbeeldingen          |
| Toren der hervormde kerk                                          | Kerk en kerkonderdeel     | 12e eeuw                     |           | Schoolstraat bij 16    | 52° 10' 16" NB, 6° 8' 52" OL | 38045  | Meer afbeeldingen          |
| Sinderen                                                          | Boerderij                 | vroeg 19e eeuw               |           | Voorsterklei 9         | 52° 10' 21" NB, 6° 10' 1" OL | 38046  | Meer afbeeldingen          |
| De Rageboom                                                       | Boerderij                 | eerste kwart 19e eeuw        |           | Wilhelminaweg 16       | 52° 10' 18" NB, 6° 8' 38" OL | 38047  | Meer afbeeldingen          |
| Weerdshuisje                                                      | Boerderij                 | vroeg 19e eeuw               |           | Deventerweg 44         | 52° 11' 6" NB, 6° 8' 2" OL   | 38051  | Weerdshuisje               |
| Huize Kerkzicht: villa                                            | Woonhuis                  | 1850-1860                    |           | Rijksstraatweg 100     | 52° 10' 14" NB, 6° 8' 31" OL | 523339 | Huize Kerkzicht: villa     |
| Huize Kerkzicht: koetshuis                                        | Bijgebouwen kastelen enz. | 1850-1860                    |           | Rijksstraatweg bij 100 | 52° 10' 14" NB, 6° 8' 31" OL | 523340 | Huize Kerkzicht: koetshuis |
| Kleine zaalkerk                                                   | Bijgebouwen kastelen enz. | 1875-1880                    |           | Enkweg 1               | 52° 10' 7" NB, 6° 8' 35" OL  | 523351 | Meer afbeeldingen          |
| Ruimzicht                                                         | Woonhuis                  | 1917                         |           | Rijksstraatweg 69      | 52° 10' 17" NB, 6° 8' 34" OL | 523352 | Meer afbeeldingen          |
| Klein Wiarda State                                                | Woonhuis                  | 1909                         |           | Rijksstraatweg 72      | 52° 10' 22" NB, 6° 8' 29" OL | 523353 | Klein Wiarda State         |
| 'De Hoek/De Goede Reede'                                          | Woonhuis                  | 1900-1910                    |           | Schoolstraat 25        | 52° 10' 13" NB, 6° 8' 45" OL | 523354 | 'De Hoek/De Goede Reede'   |
| De Poll                                                           | Kasteel, buitenplaats     | 16e eeuw (eerste vermelding) |           | Poll-laan 5            | 52° 12' 1" NB, 6° 8' 38" OL  | 530073 | Meer afbeeldingen          |
| De Poll: historische tuin- en parkaanleg                          | Tuin, park en plantsoen   | 1783 (eerste vermelding)     |           | Poll-laan bij 5        | 52° 11' 37" NB, 6° 8' 20" OL | 530074 | Meer afbeeldingen          |
| De Poll: paardenstal                                              | Bijgebouwen kastelen enz. | midden 19e eeuw              |           | Poll-laan bij 5        | 52° 11' 53" NB, 6° 8' 35" OL | 530075 | Upload foto                |
| De Poll: tuinmanswoning                                           | Bijgebouwen kastelen enz. | 1898                         |           | Poll-laan 2            | 52° 11' 48" NB, 6° 8' 33" OL | 530076 | Meer afbeeldingen          |
| De Poll: werkschuur                                               | Bijgebouwen kastelen enz. | midden 19e eeuw              |           | Poll-laan bij 5        | 52° 11' 54" NB, 6° 8' 33" OL | 530077 | Meer afbeeldingen          |
| De Poll: houten loods                                             | Bijgebouwen kastelen enz. | eerste kwart 20e eeuw        |           | Poll-laan bij 5        | 52° 11' 54" NB, 6° 8' 33" OL | 530078 | Meer afbeeldingen          |
| De Poll: moesttuinmuur met kas                                    | Tuin, park en plantsoen   | 1844 (eerste vermelding)     |           | Poll-laan bij 5        | 52° 11' 51" NB, 6° 8' 33" OL | 530079 | Meer afbeeldingen          |
| De Poll: koude bakken                                             | Tuin, park en plantsoen   | ca. 1900                     |           | Poll-laan bij 5        | 52° 11' 52" NB, 6° 8' 35" OL | 530080 | Upload foto                |
| De Poll: de oude poll                                             | Boerderij                 | 1696 (jaartalanker)          |           | Deventerweg 1          | 52° 12' 7" NB, 6° 8' 36" OL  | 530081 | Upload foto                |
| De Poll: de zutphenboer                                           | Boerderij                 | 1783 (eerste vermelding)     |           | Deventerweg 3          | 52° 12' 15" NB, 6° 8' 14" OL | 530082 | Upload foto                |
| De Poll: landbouwschuur bij de zutphenboer                        | Boerderij                 |                              |           | Deventerweg bij 3      | 52° 12' 16" NB, 6° 8' 14" OL | 530083 | Upload foto                |
| De Poll: de Bremte                                                | Boerderij                 | 1783 (eerste vermelding)     |           | Deventerweg 4          | 52° 12' 12" NB, 6° 7' 51" OL | 530084 | Meer afbeeldingen          |
| De Poll: landbouwschuur bij de Bremte                             | Boerderij                 | 19e eeuw                     |           | Deventerweg bij 4      | 52° 12' 13" NB, 6° 7' 51" OL | 530085 | Upload foto                |
| De Poll: hof te Gietel                                            | Boerderij                 |                              |           | Deventerweg 13         | 52° 11' 40" NB, 6° 7' 55" OL | 530086 | Meer afbeeldingen          |
| De Poll: landbouwschuur bij hof te Gietel                         | Boerderij                 | eerste helft 19e eeuw        |           | Deventerweg bij 13     | 52° 11' 40" NB, 6° 7' 56" OL | 530087 | Meer afbeeldingen          |
| De Poll: bakhuisje bij hof te Gietel                              | Boerderij                 | 19e eeuw                     |           | Deventerweg bij 13     | 52° 11' 40" NB, 6° 7' 55" OL | 530088 | Upload foto                |
| De Poll: de stakenberg                                            | Boerderij                 | tweede helft 19e eeuw        |           | Deventerweg 20         | 52° 11' 37" NB, 6° 7' 42" OL | 530089 | Meer afbeeldingen          |
| De Poll: landbouwschuur bij de stakenberg                         | Boerderij                 | tweede helft 19e eeuw        |           | Deventerweg bij 20     | 52° 11' 37" NB, 6° 7' 42" OL | 530090 | Meer afbeeldingen          |
| De Poll: de gietelsche brouwerij                                  | Industrie                 | 19e eeuw en ouder            |           | Deventerweg 28         | 52° 11' 29" NB, 6° 7' 43" OL | 530091 | Meer afbeeldingen          |
| De Poll: portierswoning                                           | Bijgebouwen kastelen enz. | tweede helft 19e eeuw        |           | Deventerweg 17         | 52° 11' 29" NB, 6° 7' 46" OL | 530092 | Meer afbeeldingen          |
| De Poll: de hoek                                                  | Bijgebouwen kastelen enz. | eerste helft 19e eeuw        |           | Deventerweg 30         | 52° 11' 24" NB, 6° 7' 44" OL | 530093 | Meer afbeeldingen          |
| De Poll: hof te praesink                                          | Boerderij                 | 1938                         |           | Deventerweg 19         | 52° 11' 27" NB, 6° 7' 58" OL | 530094 | Meer afbeeldingen          |
| De Poll: landbouwschuur bij hof te praesink                       | Boerderij                 |                              |           | Deventerweg bij 19     | 52° 11' 27" NB, 6° 7' 59" OL | 530095 | Meer afbeeldingen          |
| De Poll: belle rensink                                            | Boerderij                 | tweede helft 19e eeuw        |           | Deventerweg 21         | 52° 11' 19" NB, 6° 7' 53" OL | 530096 | Meer afbeeldingen          |
| De Poll: landbouwschuur bij belle rensink                         | Boerderij                 | eerste helft 19e eeuw        |           | Deventerweg bij 21     | 52° 11' 20" NB, 6° 7' 53" OL | 530097 | Meer afbeeldingen          |
| De Poll: winterakkers                                             | Boerderij                 | 1850-1860                    |           | Deventerweg 23         | 52° 11' 15" NB, 6° 8' 6" OL  | 530098 | Meer afbeeldingen          |
| De Poll: de korte bree                                            | Boerderij                 | tweede helft 19e eeuw        |           | Deventerweg 27         | 52° 11' 13" NB, 6° 8' 5" OL  | 530099 | Meer afbeeldingen          |
| De Poll: bakhuisje bij de korte bree                              | Boerderij                 |                              |           | Deventerweg bij 27     | 52° 11' 12" NB, 6° 8' 5" OL  | 530100 | Meer afbeeldingen          |
| De Poll: kozakkenhut                                              | Tuin, park en plantsoen   | 1805 (eerste vermelding)     |           | Poll-laan bij 5        | 52° 12' 9" NB, 6° 8' 18" OL  | 530101 | Upload foto                |
| De Poll: zonnewijzer                                              | Tuin, park en plantsoen   | 18e eeuw                     |           | Poll-laan bij 5        | 52° 11' 58" NB, 6° 8' 40" OL | 530102 | Upload foto                |
| De Poll: landbouwschuur bij de portierswoning                     | Boerderij                 | 1898                         |           | Deventerweg bij 17     | 52° 11' 29" NB, 6° 7' 45" OL | 530131 | Meer afbeeldingen          |
| De Poll: pijlers                                                  | Boerderij                 | 19e eeuw                     |           | Poll-laan bij 5        | 52° 12' 8" NB, 6° 8' 5" OL   | 530132 | Meer afbeeldingen          |